# Nasoona nigromaculata
Nasoona nigromaculata là một loài nhện trong họ Linyphiidae.
Loài này thuộc chi Nasoona. Nasoona nigromaculata được miêu tả năm 1996 bởi Gao, Fei & Xing.